# 奥德内·森罗尔
奥德内·森罗尔（挪威語：Ådne Søndrål，1971年5月10日—），挪威男子速度滑冰运动员。他曾代表挪威在冬季奥运会速度滑冰比赛中获得1枚金牌、1枚银牌和1枚铜牌。